# Marie Schnitzler
 (février 2023).
Pour les articles homonymes, voir Schnitzler.
Marie Schnitzler est logisticienne de recherche à l’Université de Liège (Belgique) et anthropologue. Elle a défendu sa thèse de doctorat dans cette même université en 2017, sur La construction d’un futur sur quatre roues. Une ethnographie du handicap locomoteur dans Mitchell’s Plain (Afrique du Sud) où elle « interroge les subjectivités particulières que produit la déficience locomotrice dans la ville postapartheid au moyen d'une ethnographie de la vie ordinaire ».
Ses domaines de recherches sont les sciences sociales, et particulièrement l’ethnologie et les situations de handicap des personnes de couleur en Afrique du Sud.

## Travaux et recherches
Marie Schnitzler a défendu sa thèse de doctorat, financée par le FNRS Belge en 2017 à l’Université de Liège. De 2018 à  2019, elle a été engagée par l’Université de Brest (France) pour observer l’expérience du vieillissement sur les personnes handicapées en Bretagne dans le cadre du programme PHV-Cornouaille.
Elle est lauréate du programme Atlas et a fait un séjour du 1er août 2019 au 29 octobre 2019 en Afrique du Sud.
En février 2020, elle devient logisticienne de recherche à l'Université de Liège.
En 2021, elle a décroché une bourse Marie Sklodowska-Curie IF pour son projet DisaMob (Disability and social mobility in Johannesburg). Dans le cadre de sa recherche, elle propose trois éléments nouveaux dans son domaine : elle intègre la question du handicap aux études sur la mobilité sociale, elle s’inspire de l'analyse multidimensionnelle de l'espace social proposée par Pierre Bourdieu et elle étudie les carrières professionnelles des personnes en situation de handicap dans le contexte des configurations sociales.
En 2023, elle est affiliée à l’Université de Liège et l’Université de Bordeaux (France).